# Reyer Venezia 1957-1958
Questa voce raccoglie le informazioni riguardanti la Reyer Venezia nelle competizioni ufficiali della stagione 1957-1958.

## Stagione
La Reyer Venezia disputa il campionato di Serie A  terminando al'1º posto (su 10 squadre) venendo così promossa in Elette. Luigi Borsoi morì prematuramente il 21 ottobre 1957 all'età di 27 anni, in seguito alle complicazioni dovute a un attacco di influenza asiatica

## Rosa 1957-1958
- Giancarlo Minetto
- Bruno Montesco
- Moscheni
- Vincenti
- Giulio Geroli
- Giorgio Dario
- Donega
- Ezio Lessana[1]
- Pietro Girardo[2]
- Luigi Borsoi
- Vianello
- Venturi[3][4][5]

Allenatore: Gigi Marsico